# Korunk Füzetek
Korunk Füzetek címmel 1982-ben indult sorozat Kolozsvárt a Korunk Kiadványok keretében Veress Zoltán szerkesztésében. A megjelent három cikkgyűjtemény:
1. Korszerű gyógynövényhasználat. Rácz Gábor bevezetőjével (1982);
2. Elektronika – múlt és jövő. Dezső Ervin bevezetőjével (1983);
3. Orvoslás a XX. század végén. Spielmann József bevezetőjével (1983).

Új számozással új sorozat kezdődött azonos címmel Veress Zoltán szerkesztésében, ennek egyetlen száma jelent meg: Nevek térben és időben. Bevezette Murádin László (1984). Ezt követően bővített 2. kiadásban és román változatban is megjelent az 1. számú gyógynövényhasználati füzet (mindkettő 1985-ben), de az előzetes hirdetésben (Korunk 1984/6) beharangozott négy újabb szám közül csak a Serdülés és egészség c. került nyomdába, a folyóiratok kiadói jogának megszűnésével azonban már ez sem jelenhetett meg.
Az 1990-től megújult Korunk kiadásában jelent meg Gaal György Kalauz a régi és új Kolozsvárhoz (Kolozsvár, 1992) c. kézikönyve.